# Rhys Darby

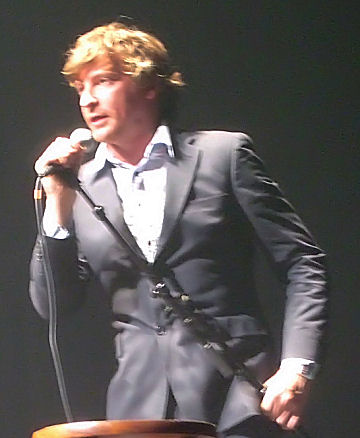
Rhys Darby (2007)

Rhys Montague Darby (ur. 21 marca 1974 w Auckland) – nowozelandzki aktor, który wystąpił m.in. w filmach Co robimy w ukryciu, Dzikie łowy, Jumanji: Przygoda w dżungli i Jumanji: Następny poziom.

## Filmografia

### Filmy
| Rok  | Tytuł                       | Rola                 | Uwagi           |
| ---- | --------------------------- | -------------------- | --------------- |
| 2008 | Jestem na tak               | Norman "Norm" Stokes |                 |
| 2009 | Radio na fali               | Angus Nutsford       |                 |
| 2009 | Diagnosis: Death            | Specialista          |                 |
| 2009 | Peacock Season              | Galtrex Guy          |                 |
| 2011 | Coming & Going              | Lee Leonetti         |                 |
| 2011 | Love Birds                  | Doug                 |                 |
| 2011 | Artur ratuje gwiazdkę       | Lead Elf             | głos            |
| 2014 | Co robimy w ukryciu         | Anton                |                 |
| 2016 | Dzikie łowy                 | Psycho Sam           |                 |
| 2016 | Trolle                      | Bibbly               | głos            |
| 2017 | Killing Hasselhoff          | Fish                 |                 |
| 2017 | Jumanji: Przygoda w dżungli | Nigel Billingsley    |                 |
| 2019 | Guns Akimbo                 | Bezdomny             |                 |
| 2019 | Jumanji: Następny poziom    | Nigel Billingsley    |                 |
| 2022 | Relax, I’m from the future  | Casper               |                 |
| 2023 | Next Goal Wins              | Rhys Marlin          |                 |
| 2023 | Uproar                      | Madigan              | w postprodukcji |

### Telewizja
Rhys Darby ma na koncie role w kilkudziesięciu produkcjach telewizyjnych, w szczególności w licznych serialach komediowych i animowanych. Stworzył dla Netfliksa serial Short Poppies i zagrał w nim główną rolę. Należał m.in. do głównej obsady seriali How to Be a Gentleman, Flight of the Conchords, Rozbici i Nasza bandera znaczy śmierć. Poza tym grał np. w serialach Współczesna rodzina, Z Archiwum X, Akademia Skylandersów, Seria niefortunnych zdarzeń oraz Jake i piraci z Nibylandii.